# Schlacht von Maldon
Die Schlacht von Maldon fand am 10. August 991 bei Maldon am Fluss Blackwater in Essex im Osten Englands statt.
Sie fällt in die Regierungszeit von König Æthelred. Die Angelsachsen, angeführt von Byrhtnoth und seinen Thanes, kämpften gegen eine Invasion der Wikinger. Die Schlacht endete mit einer Niederlage für die Angelsachsen.

## Hintergrund

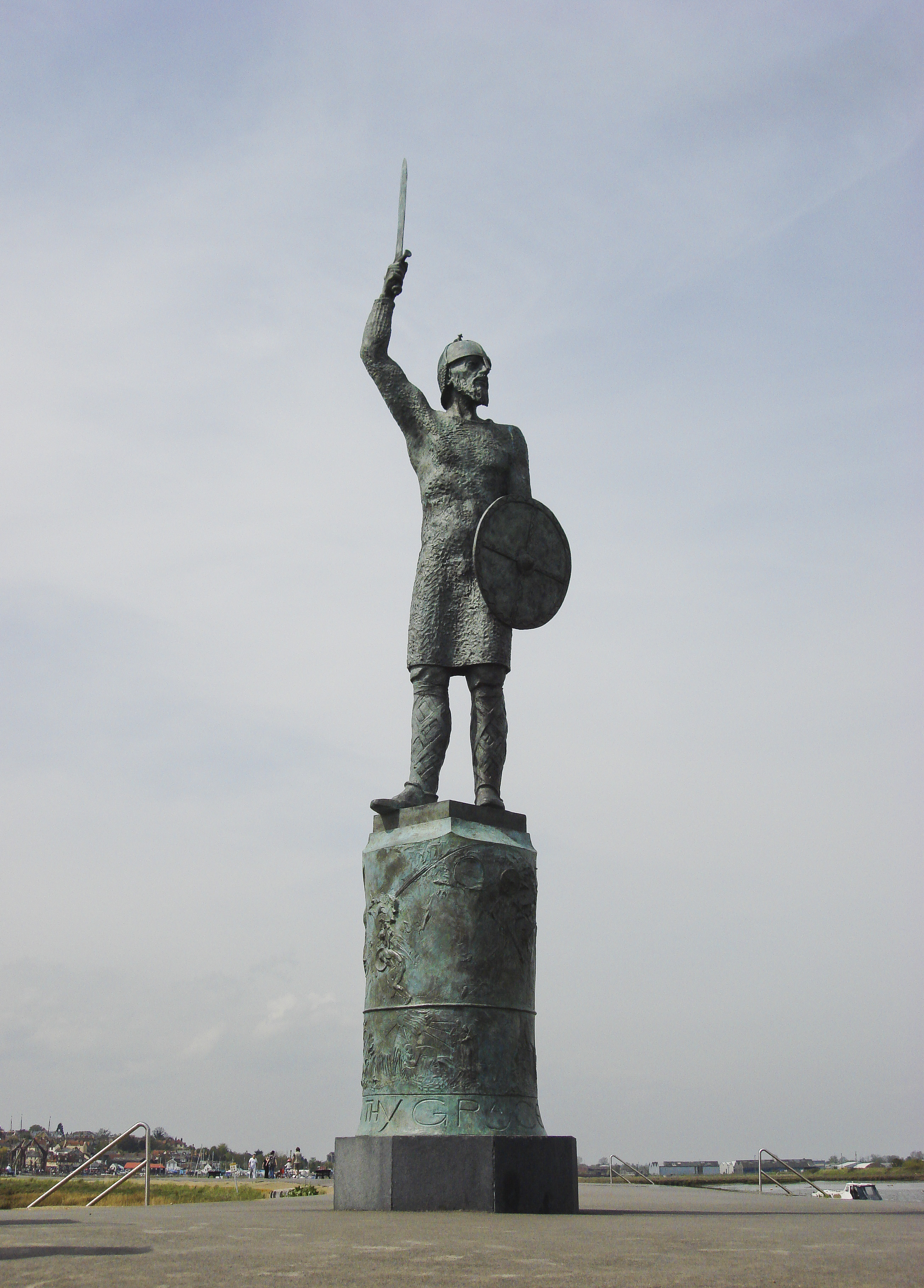
Statue von Byrhtnoth in Maldon